# Масловское (Новгородская область)
Масловское — село в Поддорском районе Новгородской области в составе Поддорского сельского поселения.

## География
Находится в южной части Новгородской области на правом берегу речки Редья напротив районного центра села Поддорье.

## История
На карте 1942 года на месте села отмечены деревни Волосовщина и Селезнева. В 1984 году правобережная часть села Поддорье была выделена в отдельное село Масловское, названное в честь капитана Гавриила Павловича Масловского, погибшего в Поддорском районе в 1944 году (официально название утверждено в 1988 году).

## Население
Численность населения: 475 человек (русские 97 %) в 2002 году, 439 в 2010.